# 五島牛
五島牛（ごとうぎゅう）は、長崎県五島列島で肥育される肉牛。品種はほぼ黒毛和種で、一部でホルスタインの去勢した若い雄牛が飼育されている。一般的な五島牛農家は子牛と繁殖牛を飼育し、肥育は行わないため、五島牛として流通する牛肉はわずかであり、ほとんどが長崎県内で消費される。
五島列島で日本最古の牛骨が見つかるなど、ウシの飼育の歴史は非常に長い。元は農業用の役牛であったが、1970年（昭和45年）頃から肉牛へと改良・転換されていった。

## 特徴
長崎県の和牛ブランドは長崎和牛と総称されるが、さらに地域ごとに細分したブランドがあり、平戸牛・雲仙牛・壱岐牛・五島牛が4大「ご当地和牛」と言われる。長崎和牛は全体として赤身と脂身のバランスが良く、柔らかな食感と豊かな肉汁を特徴とし、中でも五島牛は程よく引き締まった霜降り肉であるとされる。特にヒレ肉は「絶品」と『肉食文化百科』で紹介されており、評者によっては「松阪牛よりもおいしい」としている。学術的な研究においては、冷凍牛肉や長崎県内他産地の牛肉と比較して水分が少なく、粗脂肪含量が多く、加熱後の重量比が高く、弾性率と強靱性が低く、弾力性が高いという結果が得られた。粗脂肪含量は味や匂いを7割ほど規定することから「おいしい」と言え、弾性率・強靱性・弾力性の値から「柔らかい肉質」と言える。五島牛の抽出液分析では、ヒスチジン・リシン・アスパラギン酸・イノシン酸を多く含み、乳酸は少なかった。

## 歴史

### 五島のウシ飼育史（江戸時代まで）
酒詰仲男らの発掘調査により、五島市浜町の弥生時代（約2200年前）の貝塚から人骨とともに埋葬された牛骨が見つかり、すでにウシが飼育されていたことが判明した。この遺跡の発掘により、日本における家畜牛の歴史がより古いことが判明し、これが日本最古とされた。『肥前国風土記』の値嘉島（五島）に関する一節に「白水郎は馬・牛に富めり」という記述があり、ウシやウマが五島で飼育されていた。五島が宇野御厨の一部であった時代には、宇久島や小値賀島の牧で御厨牛が飼育され、貴族の牛車を引く良質なウシとして名を馳せた。ただし御厨牛の飼育の中心地は平戸を中心とする長崎県北地域で、かつ御厨牛は白斑のウシであり、黒毛和種の五島牛とは異なる。
小値賀島の観光名所「牛の塔」は、当時2つの島に分かれていた小値賀島の間を埋め立てて新田開発を行った際に数百頭に及ぶ役牛が犠牲になったことを悼み、領主の松浦定が建武元年（1334年）に建立したものである。
寛政元年（1789年）の古文書によると、小値賀島笛吹郷の人口が7,206人であったのに対し、ウシは7,062頭となっており、ウシの数が人口に迫るほどであった。在来種の小値賀牛は「正直牛」とも呼ばれ、体は小さくとも力は強く従順で、農耕牛として大いに活躍した。

### 五島牛の誕生（明治から昭和戦前期）
公式記録として五島牛の名が登場するのは1917年（大正6年）発行の農商務省『和牛の調査』である。同書によると1881年（明治14年）頃に男女群島で朝鮮の船が難破し、女島に流れ着いた朝鮮牛を福江村（現・五島市）の日比野新七が連れ帰り飼育したところ体格が在来種よりも優れていたため、1889年（明治22年）頃より朝鮮牛の輸入が進みウシの大型化が進んだという。本格的なウシの改良は1912年（明治45年）にデボン種を在来種と交配することから始まり、この試み自体は失敗するが、後に在来種の中から優秀なオスを種牛として選抜し繁殖を図った。この頃はまだ役牛としての利用であり、『和牛の調査』は五島牛が農耕用に最適であると評価し、長崎県内はもとより岡山県や大阪府へも出荷されていた。1914年（大正3年）時点の五島牛（五島で飼育されるウシ）の飼育頭数は12,931頭（うちメスが10,085頭）であった。
1938年（昭和13年）から1943年（昭和18年）にかけて五島畜産組合は鳥取県から優良雄牛を導入して五島牛の改良を図り、1941年（昭和16年）には五島種畜場を開設するなど精力的に活動した。

### 役牛から肉牛へ（昭和戦後期以降）
第二次世界大戦の混乱で一時は飼育頭数が半減、質の大幅低下を招くことになった。そこで1948年（昭和23年）に発足した五島畜産販売農業協同組合連合会は五島牛の立て直しを図り、その成果もあって日本国内での評価が高まっていった。
役牛としての需要が減少して以降は、五島牛は肉用牛へと改良され、飼育が続けられた。その時期は1970年（昭和45年）頃とされ、福江市では預託牛貸付制度を導入するなどして農家の支援を行った。この頃の特色として伝統的なウシの飼育習慣を受け継ぎ、子牛飼育を中心としつつ、行政による肥育も取り入れた域内一貫生産体制の推進が挙げられる。これは県北や壱岐など他の県内産地の動向と共通であった。問題点としては子牛飼育の採算性が低いことが指摘され、兵庫県産種雄牛を導入して改良を進めていた。
日本で牛海綿状脳症（BSE）が初めて確認された2001年（平成13年）には子牛の取引価格が低下し、2002年（平成14年）の初競りでは仲買人への交通費を補助することで競りへの参加を促した。一方、2010年（平成22年）は口蹄疫が猛威を振るったが五島牛への影響は最小限にとどまり、取引価格は高めで推移した。2014年（平成26年）4月、定休型肉用牛ヘルパー制度が導入され、ヘルパー組合に加盟した五島牛農家が月に2回ほどヘルパーに牛舎の清掃や餌やりなどの作業を依頼することで休暇を取得できるようになった。

## 定義

五島列島

五島牛の名称は地域団体商標登録されており、指定商品又は指定役務は「長崎県五島列島内で肥育された牛の牛肉」であり、ごとう農業協同組合（JAごとう）が権利を有する。登録日は2013年（平成25年）1月18日で、登録番号は第5550486号。肉質等級・歩留等級等の指定はない。
五島牛という名称であるが、五島列島のどの島でも生産しているわけではなく、水田との複合農業経営ができる福江島（五島市）・久賀島（五島市）・小値賀島（小値賀町）・宇久島（佐世保市）での飼育が盛んで、奈留島（五島市）・若松島（新上五島町）・中通島（新上五島町）ではほとんど飼育されていない。これは玄武岩質溶岩に覆われた大地上に放牧に適した草原が広がっていたためであり、玄武岩質溶岩の分布する島でウシの飼育が行われたのである。

## 生産と流通
2014年（平成26年）現在の五島市内の五島牛農家は約300戸で約4,000頭が飼育されている。2001年（平成21年）時点では下五島で517戸が約3,900頭を飼育していた。このように飼育農家数は減少しているものの、飼育頭数は下げ止まっている。肉牛飼育は気象災害の影響を受けにくいことから農家の安定経営に寄与しており、五島列島における金額ベースの農業生産高上位にあり、農業振興政策でも重点が置かれている。
ごく一部の農家（2001年〔平成13年〕時点で2戸）が数十頭を肥育するほかは繁殖牛と子牛の飼育に従事しており、肥育はJAが直営している。「五島牛は潮風を受けて早熟し、肉量・肉質とも優れたウシである」とされるが、一般的な農家では舎飼いで、放牧率は低い。その一方で三井楽町での簡易放牧の実験の成功を受け、少しずつ放牧を行う農家が増えてきている。繁殖牛で専業農家となるには50頭以上飼育する必要があり、飼料を自家で栽培するためにはウシ1頭当たり20 aの農地が必要になる。他の農産物の耕作放棄地は牧草地に転用される。
子牛はJAごとう家畜市場で競りにかけられる。競りにかけられる子牛は生後8 - 10か月ほどで、体重は雄牛が280 - 300 kg、雌牛が240 - 270 kgほどである。2011年（平成23年）1月13日の初競りでは福岡県や佐賀県などから来た仲買人が生後10か月前後の雌牛や去勢した雄牛358頭を計1億4697万円で落札した。三重県や静岡県から来る仲買人もおり、彼らは大口顧客である。2013年（平成25年）5月現在、JAごとう管内の子牛取引価格は約506,000円と日本国内第3位の高値を付けている。子牛段階で流通するウシは肥育地の地名を冠した牛肉になるため、肥育牛として育てられる五島牛は主に島内で消費され、長崎県外へ流通することはほとんどない。